# Pinson des arbres africain
Fringilla spodiogenys
Espèce
Le Pinson des arbres africain (Fringilla spodiogenys) est une espèce de passereaux de la famille des Fringillidae.

## Répartition et habitat
Le Pinson des arbres africain se rencontre du sud du Maroc jusqu'au nord-ouest de la Libye, et présente également une population isolée dans le nord-est de la Libye. Cette espèce n'est pas migratrice et se disperse généralement que sur de courtes distances.
Elle a également été observée dans le nord des Pays-Bas et à Pantelleria, en Italie, à 68 km à l'est de la côte tunisienne dans le canal de Sicile.
Le Pinson des arbres africain réside généralement dans les forêts de feuillus et les plaines comprenant un mélange d'arbres tels que les hêtres (Fagus), les charmes (Carpinus), les chênes (Quercus), les épicéas (Picea) et les pins (Pinus), le long des lisières de forêts et des clairières.
Dans le Haut Atlas marocain on le trouve parmi les genévriers (Juniperus thurifera). 
En Algérie dans la région de la Kabylie on l'observe souvent dans les figuiers (Ficus carica) et les pistachiers (Pistacia vera). 
En dehors de la période de reproduction, il étend son aire de répartition à des habitats similaires et à des zones agricoles ouvertes, notamment des champs envahis par les mauvaises herbes, des chaumes, des oliveraies, des palmeraies et des oasis dans le désert.

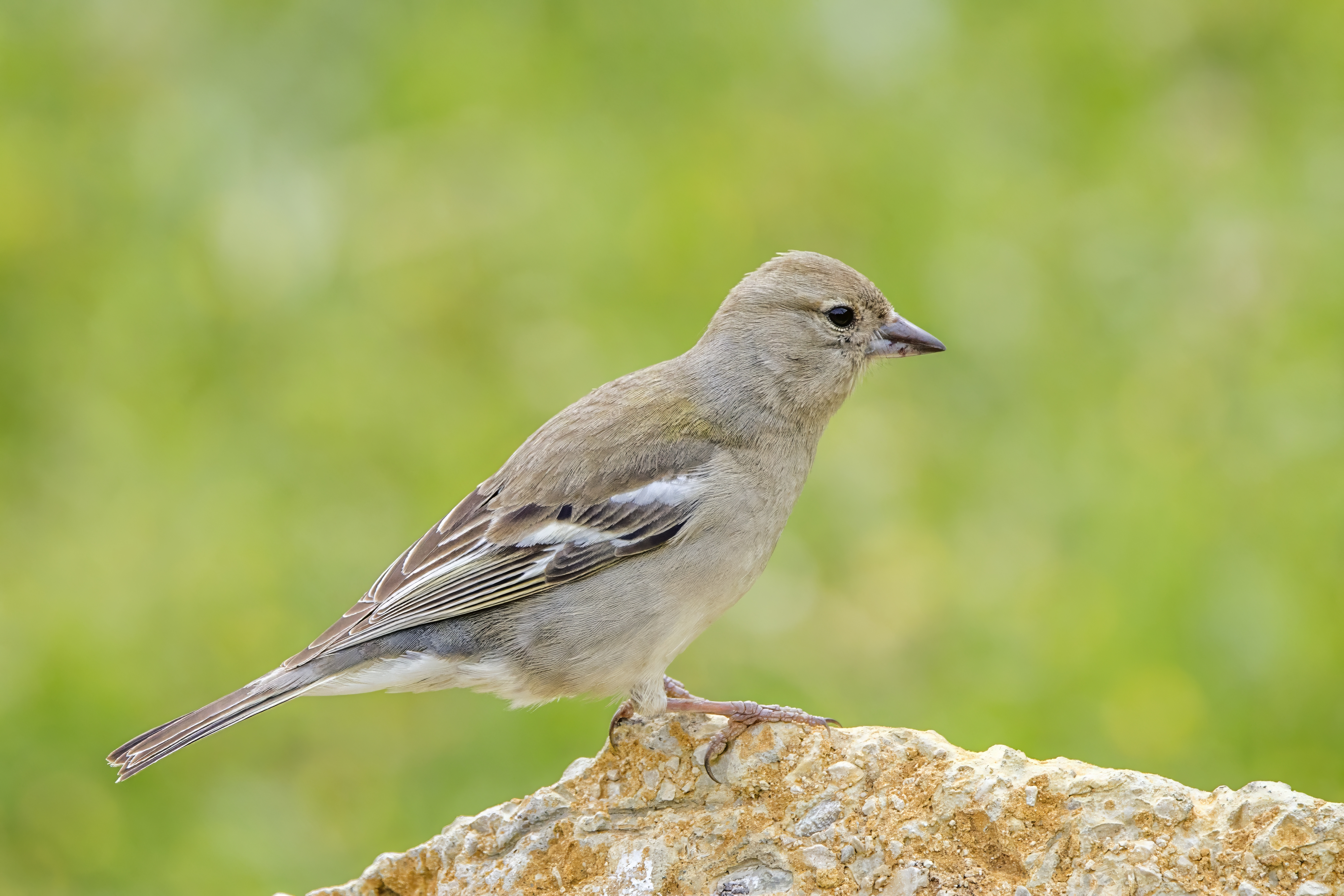
Pinson des arbres africain, femelle, à Sfax en Tunisie.

## Description

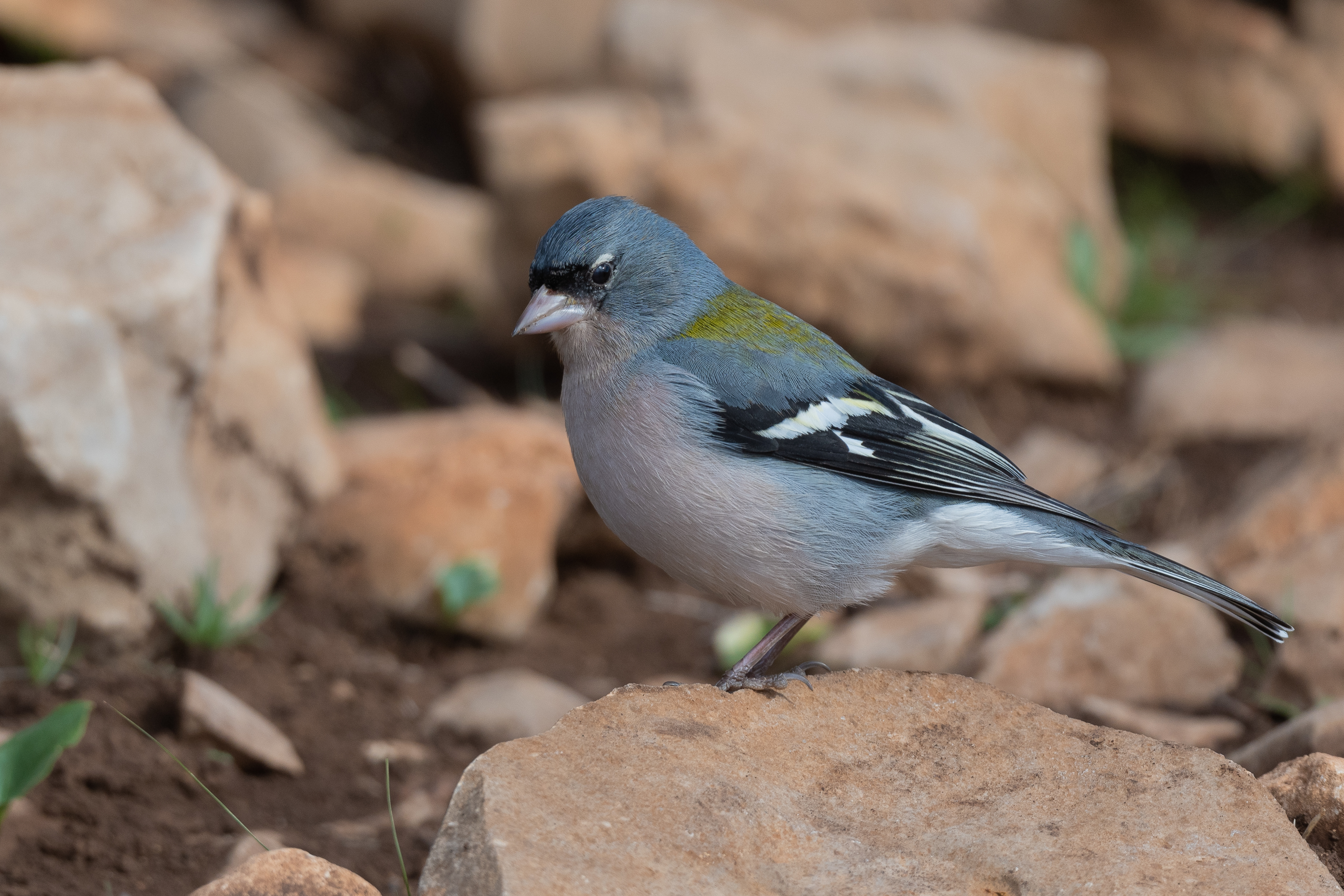
Pinson des arbres africain, mâle, à Djebel Serj en Tunisie.

Le Pinson des arbres africain est un pinson de taille moyenne à grande, qui mesure généralement de 13,8 à 18,5 cm de longueur et pèse de 21 à 24 g et dont l'espérance de vie moyenne est de 5,7 ans.
Les mâles et les femelles ont des caractéristiques différentes, ce qui en fait une espèce dimorphique.
La poitrine du mâle adulte est vert chartreux et bleu-gris. Ses ailes sont noires avec une ou deux bandes blanches franches et des bords blancs, la queue est bleu-gris et blanche. La gorge, la poitrine et le ventre du mâle sont d'une couleur pêche vif, blanche sur le bas du ventre et sous la queue, avec une tête bleu-gris avec du noir sur le front. Les pattes varient du noir au rose et le bec est bleu-gris argenté avec une pointe noire.
Les femelles et les juvéniles sont de couleurs brun grisâtre et olive. Ils ont des rayures brun foncé et blanches sur les ailes et un ventre brun plus clair et blanc. Leur tête est d'un brun grisâtre terne et leurs pattes sont brunes.

### Vocalisation
Le chant est semblable à celui du pinson des arbres, mais plus rapide et plus rythmé. Son cri ressemble à un « hwit » doux, seul ou en série, ou à un « wii » aigu. Parfois, ces deux appels sont donnés ensemble en série.

### Reproduction
Le Pinson des arbres africain se reproduit de la mi-mars à la mi-juillet. Leurs nids sont placés jusqu'à 35 m du sol, sur un tronc, une branche ou dans la fourche d'un buisson ou d'un arbre. Leur nid est une coupe profonde faite de mousses, de lichens, d’herbes, de fibres végétales, de poils d’animaux, de plumes, de racines fines et de bandes d’écorce. Il y a généralement quatre à cinq œufs par portée.
Le Pinson des arbres africain se reproduit principalement dans les plaines et les zones boisées, contenant généralement hêtres (Fagus sp.), les charmes (Carpinus sp.), les chênes (Quercus sp.), les épicéas (Picea sp.) et les pins (Pinus sp.), bien que certains se reproduisent également dans les jardins et les parcs.

### Alimentation
Le régime alimentaire du Pinson des arbres africain est similaire à celui du Pinson des arbres (Fringilla coelebs). Il se nourrit principalement de petits invertébrés et de leurs larves, de fleurs, de graines et de bourgeons.

## Statut de conservation
Bien que cet oiseau soit généralement peu commun, il est commun localement et n'est pas menacé d'extinction immédiate. L’une des menaces qui pèsent sur la population de cet oiseau sont les conditions météorologiques, en particulier dans les régions du nord. Les populations de cette espèce peuvent décliner dans des conditions froides.

## Taxonomie
Cette espèce a été décrite pour la première fois en 1841 par l'ornithologue Charles-Lucien Bonaparte (1803-1857). 
Elle a été classée comme une sous-espèce du Pinson des arbres (Fringilla coelebs), mais des travaux effectués entre 1979 et 2021 ont révélé des différences entre les deux, notamment au niveau de la génétique et du comportement vocal. Ces disparités ont conduit à considérer le Pinson des arbres africain comme une espèce à part entière.